# Antiche unità di misura del circondario di Alessandria
Sono qui riportate le conversioni tra le antiche unità di misura in uso nel circondario di Alessandria e il sistema metrico decimale, così come stabilite ufficialmente nel 1877.
Nonostante l'apparente precisione nelle tavole, in molti casi è necessario considerare che i campioni utilizzati (anche per le tavole di epoca napoleonica) erano di fattura approssimativa o discordanti tra loro.

## Misure di lunghezza
| Comuni                                                                                    | Denominazione       | Valore   | Unità |
| ----------------------------------------------------------------------------------------- | ------------------- | -------- | ----- |
| Tutti i comuni                                                                            | Trabucco            | 2,861370 | m     |
| Tutti i comuni                                                                            | Braccio lungo       | 0,667120 | m     |
| Tutti i comuni                                                                            | Braccio corto       | 0,530480 | m     |
| Tutti i comuni                                                                            | Raso                | 0,600137 | m     |
| Mandamenti di Valenza e Bassignana, meno i comuni di Pavone, Rivarone e Montecastello     | Trabucco di Valenza | 2,831724 | m     |
| Mandamenti di Valenza e Bassignana, meno i comuni di Pavone, Rivarone e Montecastello     | Braccio lungo       | 0,670000 | m     |
| Mandamenti di Valenza e Bassignana, meno i comuni di Pavone, Rivarone e Montecastello     | Braccio corto       | 0,530000 | m     |
| Castello d'Annone                                                                         | Trabucco            | 3,023153 | m     |
| Valenza                                                                                   | Braccio milanese    | 0,594936 | m     |
| Valenza                                                                                   | Braccio pavese      | 0,629272 | m     |
| Quattordio                                                                                | Trabucco            | 2,917618 | m     |
| Cassine                                                                                   | Trabucco            | 2,971000 | m     |
| Cerro                                                                                     | Trabucco            | 3,012182 | m     |
| Castelletto Scazzoso, Cerro, Lu, Quargnento, Quattordio, Refrancone, Solero, S. Salvatore | Braccio lungo       | 0,670400 | m     |
| Castelletto Scazzoso, Cerro, Lu, Quargnento, Quattordio, Refrancone, Solero, S. Salvatore | Braccio corto       | 0,526000 | m     |
| Solero                                                                                    | Trabucco            | 2,857446 | m     |
| Castelletto Scazzoso, S. Salvatore                                                        | Trabucco            | 2,904126 | m     |
| Felizzano                                                                                 | Tesa                | 1,670950 | m     |
| Felizzano                                                                                 | Piede manuale       | 0,334190 | m     |
| Felizzano                                                                                 | Trabucco            | 2,866182 | m     |
| Lu                                                                                        | Trabucco            | 2,943416 | m     |

Il braccio lungo di Alessandria si usa per i panni, il braccio corto di Alessandria per le stoffe in seta, il raso piemontese per le stoffe in genere.
I trabucchi di Alessandria, Valenza, Cassine, e San Salvatore si dividono in 6 piedi, il piede in 12 once, l'oncia in 12 punti, il punto in 12 atomi.
II braccio lungo di Valenza e quello di San Salvatore servono per le tele. Il braccio corto di Valenza e quello di San Salvatore servono per lo stoffe di seta. Queste braccia come il raso si dividono in metà, terzi, quarti, ecc.
II braccio milanese usato in Valenza si divide in 12 once, ed il braccio pavese si divide in 16 once.
La tesa di Felizzano si divide in 5 piedi manuali. Il piede manuale in 8 once.
Nel comune di Rivarone usavasi anche il trabucco di Piemonte eguale a metri 3,08642.

## Misure di superficie
| Comuni                                                                          | Denominazione        | Valore    | Unità |
| ------------------------------------------------------------------------------- | -------------------- | --------- | ----- |
| Tutti i comuni                                                                  | Piede quadrato       | 0,227429  | m²    |
| Tutti i comuni                                                                  | Trabucco quadrato    | 8,187438  | m²    |
| Tutti i comuni                                                                  | Tavola               | 32,749753 | m²    |
| Tutti i comuni                                                                  | Staio piccolo        | 392,9970  | m²    |
| Tutti i comuni                                                                  | Staio grande         | 589,4956  | m²    |
| Cassine, Masio, Refrancore                                                      | Moggio               | 3389,51   | m²    |
| Cassine, Masio, Refrancore                                                      | Staio                | 423,6884  | m²    |
| Mandamento di Bassignana eccettuati i comuni di Rivarone, Pavone, Montecastello | Pertica pavese       | 769,7914  | m²    |
| Rivarone                                                                        | Biolca               | 3048,3158 | m²    |
| Mandamento di Valenza                                                           | Tavola               | 32,0747   | m²    |
| Mandamento di Valenza                                                           | Moggio               | 3079,17   | m²    |
| Mandamento di Valenza                                                           | Braccio da legname   | 1,583933  | m²    |
| Borgoratto Alessandrino, Frascaro, Gamalero                                     | Moggio piccolo       | 3135,79   | m²    |
| Borgoratto Alessandrino, Frascaro, Gamalero                                     | Staro                | 391,9737  | m²    |
| Felizzano                                                                       | Moggio               | 3154,79   | m²    |
| Felizzano                                                                       | Staro                | 394,3487  | m²    |
| Castel d'Annone                                                                 | Moggio               | 3509,55   | m²    |
| Castel d'Annone                                                                 | Staro                | 438,6937  | m²    |
| Cerro Tanaro                                                                    | Moggio               | 3484,21   | m²    |
| Cerro Tanaro                                                                    | Staro                | 435,5262  | m²    |
| Quattordio                                                                      | Moggio               | 3268,80   | m²    |
| Quattordio                                                                      | Staro                | 408,6000  | m²    |
| Quargnento e Mandamento di S. Salvatore                                         | Moggio di Monferrato | 3238,64   | m²    |
| Quargnento e Mandamento di S. Salvatore                                         | Staro                | 404,8300  | m²    |
| Lu                                                                              | Moggio               | 3326,86   | m²    |
| Lu                                                                              | Staro                | 415,8577  | m²    |

Il piede quadrato si divide in 12 once di piede quadrato, l'oncia in 12 punti, il punto in 12 atomi di piede quadrato.
Il trabucco quadrato di Alessandria si divide in 6 Piedi di trabucco quadrato, il piede di trabucco in 12 once.
La tavola, unità delle misure agrarie, è di 4 trabucchi quadrati, e si divide in 12 piedi di tavola, il piede in 12 once, l'oncia in 12 punti di tavola, il punto in 12 atomi di tavola.
Lo staio piccolo è di 12 tavole; lo staio grande di 18 tavole. Otto staia piccole fanno il moggio piccolo; ed otto staia grandi fanno il moggio grande.
Nel comune di Montecastello si usava solamente il moggio grande, e nessun uso vi si faceva del moggio piccolo.
I moggi di Cassine, Valenza, Borgoratto, Felizzano, Castel d'Annone, Cerro, Quattordio e Quargnento si dividono in 8 staia e gli stari in 12 tavole, i moggi e le loro divisioni servono per la misura dei terreni.
La pertica pavese usata in Bassignana si divide in 24 tavole.
La tavola è di 4 trabucchi quadrati.
Il braccio superficiale da legname usato in Valenza è il quadretto superficiale pavese, corrispondente a 4 braccia pavesi quadrate.
La biolca di Rivarone si divide in 8 staia, lo staio in 10 pertiche eguali a quelle di Piemonte.
Per il comune di Lazzarone è pure indicato un moggio corrispondente ad ettari 0,310184, che nelle tavole del 1807 è portato come eguale ad ettari 0,309557.

## Misure di volume
| Comuni         | Denominazione         | Valore    | Unità |
| -------------- | --------------------- | --------- | ----- |
| Tutti i comuni | Piede manuale cubo    | 40,331    | L     |
| Tutti i comuni | Piede cubo            | 136,117   | L     |
| Tutti i comuni | Trabucco cubo         | 29401,194 | L     |
| Tutti i comuni | Braccio milanese cubo | 210,577   | L     |

II piede manuale cubo è di 512 once cube del piede piemontese.
Il piede cubo piemontese è di 1728 once cube e si divide in 12 once di piede cubo, l'oncia in 12 punti, il punto in 12 atomi di piede cubo.
Il trabucco cubo piemontese è di 216 piedi cubi, e si divide in 6 piedi di trabucco cubo, il piede in 12 once, l'oncia in 12 punti, il punto in 12 atomi di trabucco cubo.
Il braccio milanese cubo era poco usato.
In Valenza si usava pure un carro per il combustibile eguale a metri cubi 3,986898, ed un trabucco da muro di metri cubi 4,083499.

## Misure di capacità per gli aridi
| Comuni                                                                                              | Denominazione    | Valore   | Unità |
| --------------------------------------------------------------------------------------------------- | ---------------- | -------- | ----- |
| Tutti i comuni                                                                                      | Salma            | 213,2586 | L     |
| Mandamenti di Bassignana e Valenza eccettuati i comuni di Rivarone, Pecetto, Pavone e Montecastello | Staro di Valenza | 17,2800  | L     |
| Cassine                                                                                             | Staro            | 15,7000  | L     |
| Cerro, Refrancore e Mandamento di S. Salvatore                                                      | Staro            | 16,1633  | L     |

La salma d'Alessandria si divide in 12 staia; lo staio in 16 coppi.
Nel comune di Rivarone una misura di 8 staia chiamavasi sacco.
Lo staro di Valenza, come quello di Cassine e quello di San Salvatore, si dividono in 16 coppi.
In Valenza 8 stari fanno un sacco.

## Misure di capacità per i liquidi
| Comuni                                                                             | Denominazione | Valore  | Unità |
| ---------------------------------------------------------------------------------- | ------------- | ------- | ----- |
| Tutti i comuni                                                                     | Brenta        | 57,8394 | L     |
| Masio, Pecetto e Mandamenti di Bassignana e S. Salvatore, eccettuato Montecastello | Brenta        | 71,4327 | L     |
| Valenza, Lazzarone                                                                 | Brenta        | 53,5824 | L     |
| Bosco Marengo                                                                      | Brenta        | 61,2432 | L     |
| Borgate di Levata, Quattro Cassine e Pollastra                                     | Brenta        | 81,6576 | L     |

La brenta di Alessandria si usava per il vino ed altri liquori, e si divide in 34 pinte.
La brenta usata nei mandamenti di Bassignana e San Salvatore si divide in 48 pinte e la pinta in 2 boccali.
La brenta di Valenza si divide in 36 pinte locali.
La brenta di Bosco è di 36 pinte d'Alessandria.
La brenta usata nelle borgate di Quattro Cassine, Pollastra e Levata è di 48 pinte d'Alessandria.
Nel mandamento di San Salvatore e nella borgata Monti di Valenza si faceva anche qualche uso della brenta del Monferrato la cui capacità è di litri 73,2105.

## Pesi
| Comuni                                                                                     | Denominazione       | Valore   | Unità |
| ------------------------------------------------------------------------------------------ | ------------------- | -------- | ----- |
| Tutti i comuni                                                                             | Rubbo               | 7,851770 | kg    |
| Tutti i comuni                                                                             | Libbra              | 314,071  | g     |
| Tutti i comuni                                                                             | Libbra farmaceutica | 307,400  | g     |
| Mandamenti di Valenza e Bassignana, eccettuati i comuni di Pecetto, Pavone e Montecastello | Rubbo               | 7,968127 | kg    |
| Mandamenti di Valenza e Bassignana, eccettuati i comuni di Pecetto, Pavone e Montecastello | Libbra              | 318,725  | g     |
| Cerro, Refrancore e Mandamento di S. Salvatore                                             | Rubbo di Monferrato | 8,134500 | kg    |
| Cerro, Refrancore e Mandamento di S. Salvatore                                             | Libbra              | 325,380  | g     |
| Rivarone                                                                                   | Rubbo               | 7,941600 | kg    |

Il rubbo si divide in 25 libbre, la libbra in 12 once, l'oncia in 24 denari, il denaro in 24 grani. Sei rubbi fanno un cantaro.
La libbra farmaceutica piemontese si divide in 12 once, l'oncia in 8 dramme, la dramma in 3 scrupoli, lo scrupolo in 20 grani.
Il rubbo di Rivarone corrisponde al rubbo di peso grosso di Genova. Sei rubbi fanno un cantaro.